# Lizbonski oceanarij
Lizbonski oceanarij (portugalsko: Oceanário de Lisboa, izgovorjeno [osi.ɐˈnaɾi.u ðɨ liʒˈβoɐ]) je oceanarij v Lizboni na Portugalskem. Nahaja se v Parque das Nações, ki je bil razstavni prostor za Expo '98. Je eden največjih notranjih akvarijev v Evropi, ki ga vsako leto obišče približno 1 milijon ljudi.

## Arhitektura
Konceptualno zasnovo, arhitekturo in zasnovo razstave Lizbonskega oceanarija je vodil Peter Chermayeff iz Peter Chermayeff LLC, medtem ko je delal pri Cambridge Seven Associates. Spominjala naj bi na letalonosilko, zgrajen pa je na pomolu v umetni laguni. Chermayeff je tudi oblikovalec Osaškega oceanarija Kaiyukan, enega največjih svetovnih akvarijev, in mnogih drugih akvarijev po vsem svetu.[6]

## Eksponati
Lizbonski oceanarij ima veliko zbirko morskih vrst — pingvinov, galebov in drugih ptic; morske vidre (sesalci); morski psi, raže, kimere, morski konjički in druge koščene ribe; raki; morske zvezde, morski ježki in drugi iglokožci; morske vetrnice, korale in druge iglokožce; hobotnice, sipe, morski polži in drugi mehkužci; dvoživke; meduze; morske rastline in kopenske rastline ter drugi morski organizmi skupaj okoli 16.000 osebkov 450 vrst.
Glavni eksponat je 1000 m², 5.000.000 l rezervoar s štirimi velikimi 49 m² akrilnimi okni na njegovih straneh in manjšimi fokusnimi okni, ki so strateško nameščena okoli njega, da zagotovijo, da je stalnica celotnega razstavnega prostora. Globok je 7 m, kar omogoča pelagičnim plavalcem, da plavajo nad prebivalci dna, in zagotavlja iluzijo odprtega oceana. V tem rezervoarju živi približno 100 vrst z vsega sveta,  vključno z morskimi psi, ražami, barakudami, kirnjami in murenami. Ena glavnih atrakcij je velika sončna riba.
Štirje rezervoarji okoli velikega osrednjega rezervoarja hranijo štiri različne habitate z njihovo avtohtono floro in favno: severnoatlantska skalnata obala, antarktična obalna linija, zmerni pacifiški gozdovi alg in tropski indijski koralni grebeni. Ti rezervoarji so ločeni od osrednjega rezervoarja samo z velikimi listi akrila, da zagotovijo iluzijo enega samega velikega rezervoarja. V prvem nadstropju je dodatnih 25 tematskih akvarijev z značilnostmi vsakega habitata.
Lizbonski oceanarij je eden redkih akvarijev na svetu, ki hrani morski mesec (mola mola), zaradi njihovih edinstvenih in zahtevnih zahtev po negi. Druge vrste vključujejo dva velika raka pajka in dve morski vidri, imenovani Eusébio po nogometašu, in Amália, poimenovana po pevki fada Amálii Rodrigues. Potem ko sta poginili obe vidri (Eusébio leta 2020 in Amália leta 2013), sta bili vrnjeni dve novi vidri (poimenovani Micas in Maré), njuni hčerki, ki sta bili posojeni živalskemu vrtu v Rotterdamu.
Leta 2015 se je odprla začasna razstava Gozdovi pod vodo Takashija Amana. To je tropski sladkovodni akvarij z veliko rastlinami in je največji naravni akvarij na svetu s 40 metri dolžine in 160.000 litri. Prvotno je bilo predvideno, da bo odprt 2 leti, ostaja odprt še danes.